# Between Sun & Moon
Between Sun & Moon är en låt av det kanadensiska bandet Rush. Den släpptes som den femte låten på albumet Counterparts den 19 oktober 1993. Låten finns också med på livealbumet Rush in Rio.
Fastän låten är från Counterparts spelade Rush inte låten live förrän Vapor Trails turnén. Turnén var den enda gången låten spelades live. Rush spelade "Between Sun & Moon" 41 totalt.